# Estación Kitaiyo
La estación Kitaiyo (北伊予駅 Kita'iyo-eki?) es una estación de la línea Yosan de la Japan Railways que se encuentra en el pueblo de Masaki del distrito de Iyo de la prefectura de Ehime. El código de estación es el "U02".

## Estación de pasajeros
Cuenta con dos plataformas, entre las cuales se encuentran las vías. Cada plataforma cuenta con un andén (andenes 1 y 2). El andén 2 es el principal y los servicios rápidos utiliza el andén 1 (pero no se detienen). 
La estación no cuenta con personal.

### Andenes
| 1 | ● Línea Yosan | Hacia Matsuyama, Hojo, Imabari, Nyūgawa, Saijō, Niihama, Iyomishima, Kawanoe, Kanonji, Sakaide y Takamatsu (exclusivo para los servicios rápidos) |
| 1 | ● Línea Yosan | Hacia Iyo, Yawatahama y Uwajima (exclusivo para los servicios rápidos)                                                                            |
| 2 | ● Línea Yosan | Hacia Matsuyama, Hōjō, Imabari, Nyūgawa, Saijō, Niihama, Iyomishima, Kawanoe y Kanonji (los servicios rápidos no se detienen)                     |
| 2 | ● Línea Yosan | Hacia Iyo, Uchiko, Nagahama, Yawatahama y Uwajima (los servicios rápidos no se detienen)                                                          |

## Alrededores de la estación
- Oficina de correos de Kitaiyo

## Historia
- 1930: el 27 de febrero se inaugura la estación Kitaiyo en simultáneo con el tramo de la línea Yosan que se extiende entre las estaciones Matsuyama y Minamigunchu (actual estación Ciudad de Iyo).
- 1987: el 1° de abril pasa a ser una estación de la división Ferrocarriles de Pasajeros de Shikoku de la Japan Railways.

## Estación anterior y posterior
- Línea Yosan 
  - Estación Ichitsubo (U01)  <<  Estación Kitaiyo (U02)  >>  Estación Iyoyokota (U03)